# Anstalten Svartsjö
Anstalten Svartsjö är en öppen anstalt belägen i Svartsjö i Ekerö kommun.

## Historik

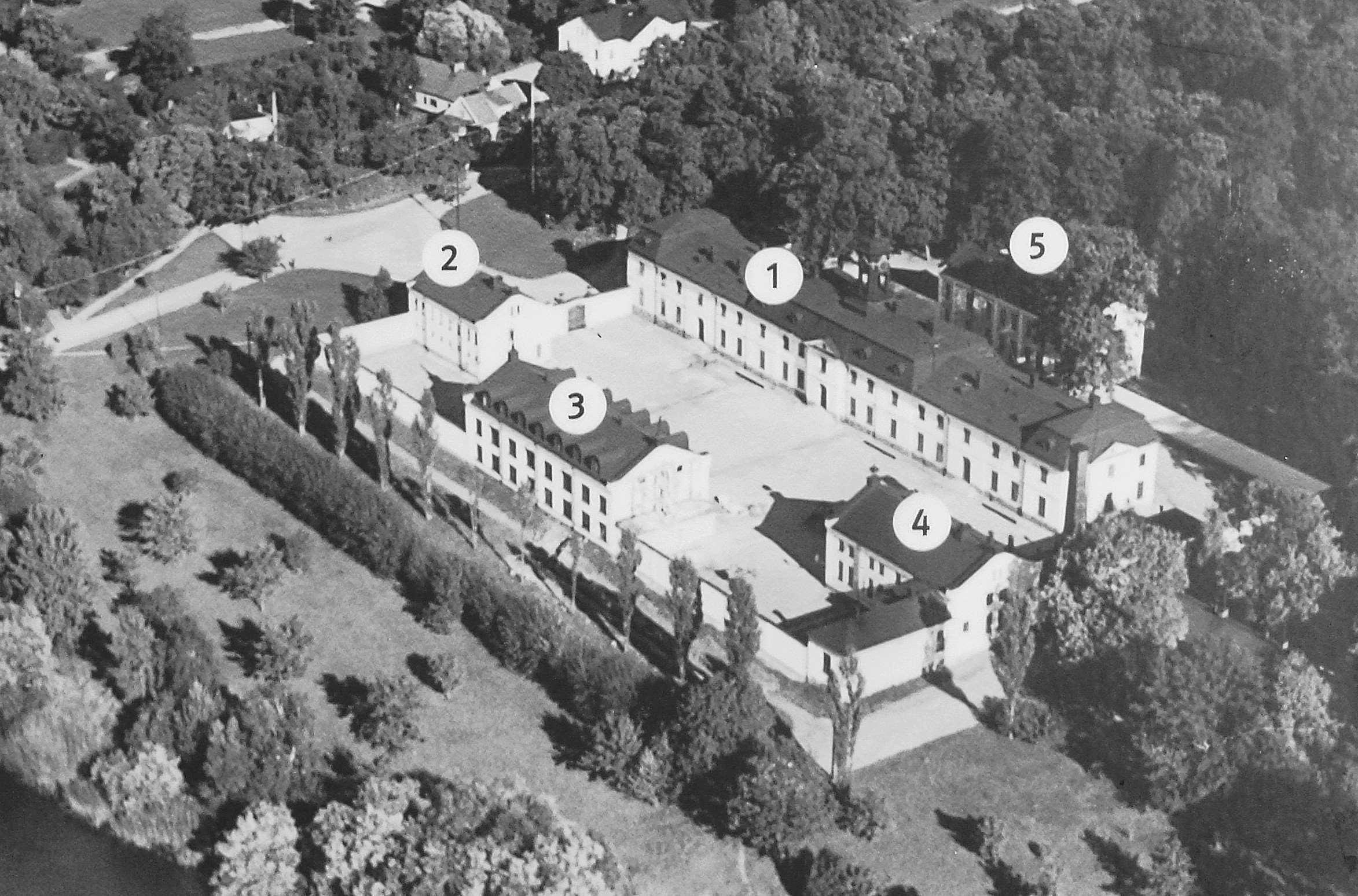
Slottet som tvångsarbetsanstalt på flygfotografi från 1935.

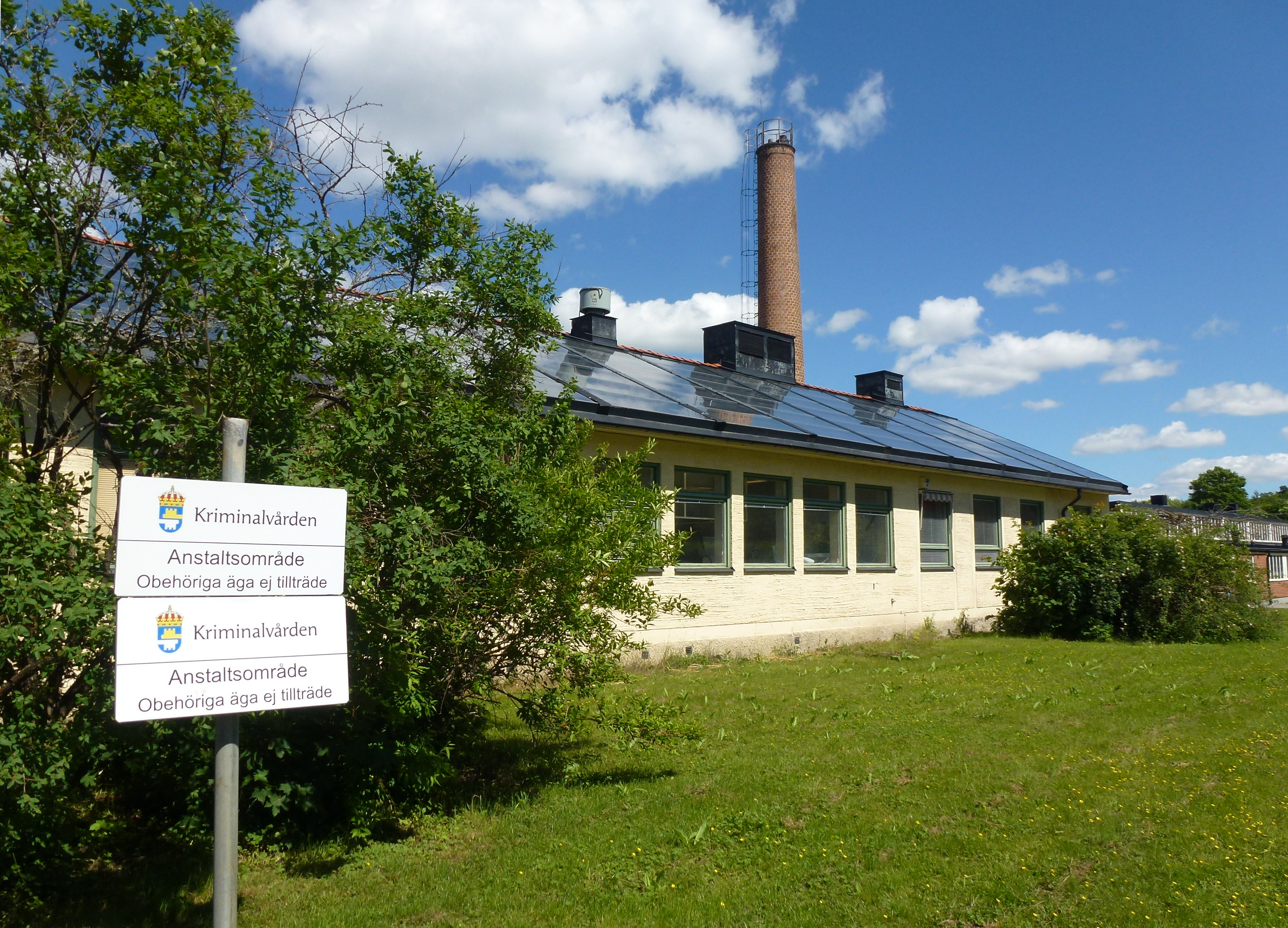
Den öppna avdelningen i juni 2013.

Den första anstalten var tvångsarbetsanstalten i Svartsjö slott, som öppnades 1891. Slottet var då ombyggt och rymde 337 celler. De första internerna kom med båten den 29 maj 1891, och var då 215 i antalet. Under 1920-talet ändrades inriktningen till en öppnare anstalt där jordbruksarbete blev en del i behandlingen av fångarna. Slottet användes som fängelse till 1965. På borggården kring slottet uppfördes ett antal byggnader som revs 1973. 1 = Slottet, 2 = Kansliet (riven), 3 = Logement och verkstad (riven), 4 = Skola, kyrksal, kök (riven), 5 = Sjukhus (riven).
Tvångsarbetare intogs fram till början av 1950-talet, och 1957 blev anstalten officiell alkoholistanstalt.

## Dagens anstalt
Dagens anstalt togs i bruk under 1950-talet och var en öppen anstalt tillsammans med den nuvarande Anstalten Färingsö. 1985 gjordes uppdelningen i den slutna anstalten Färingsö för män och kvinnor och den öppna anstalten Svartsjö för män. Svartsjö har fem normalavdelningar (avd. 1-2-3-4-5) i form av låghus (vilka har varierande antal rum och blandningar av enkelrum dubbelrum), samt (tillkomna under 2010-talet) fyra normalavdelningar (avd. 6-7-8-9) i form av tvåvånings modulhus. Varje avdelning i de uppförda modulhusen har 12 dubbelrum, vilket medför 96 platser. På avdelningarna sköter de intagna själva de dagliga sysslorna, bland annat inköp av mat. Maten kommer till anstalten en gång i veckan och det är de intagna som sköter tillagningen av maten.
Anstalten Svartsjö är omringad av stängsel med taggtråd samt utrustad med metalldetektorer. På anstalten finns möjligheter till fritidsaktiviteter. Det finns ett gym med löpband och motionscykel och bastu. Det finns ett pingisrum. Det finns även ett bibliotek med dator för studiebruk, dock ej internet. Dessutom finns tennisbana, minigolfbana samt en bouleplan. Man har även tillgång till en hall där man kan spela innefotboll, badminton, innebandy. Till anstaltsområdet hör även en fotbollsplan och en brygga där man kan fiska. Till detta ges bara tillträde mellan april och oktober.
Anstalten har ett jordbruk med många olika sysslor. Bland annat jobbar de intagna med köttboskap, skogsbruk, jordbruk, verkstadsarbete, snöskottning, parkskötsel. Det finns även ett snickeri. För de som har behov av studier finns en skola med främst grundskole- och gymnasienivå.

### Fotnoter
1. ↑  André Strömqvist (30 juni 2007). ”Historik”. Statens fastighetsverk. sid. 27. http://andrestromqvist.se/wordpress/wp-content/uploads/2015/01/HHistorik.pdf. Läst 21 juni 2017.
2. ↑  Förvaltningshistorik (Juni 2005). ”Fängelse och tvångsarbete”. Ralph Haglund. https://forvaltningshistorik.riksarkivet.se/02_Fangelse.htm. Läst 22 juni 2005.
3. ↑  Hans Högman. ”Fängelsehistoria - Sverige”. Hans Högman. http://hhogman.se/fangelsehistoria.htm. Läst 22 juni 2020.